# Joch
Joch är en kommun i departementet Pyrénées-Orientales i regionen Occitanien i södra Frankrike. Kommunen ligger i kantonen Vinça som tillhör arrondissementet Prades. År 2022 hade Joch 396 invånare.

## Befolkningsutveckling
Antalet invånare i kommunen Joch
| Referens: INSEE |